# Nephesh
Pour monument funéraire, voir nefesh.
Nephesh, ַנֶּפֶשׁ est un mot hébreu (en arabe نَفَس (nafas), en syriaque et araméen naphşā / npheşā), le plus souvent traduit par âme.
Il correspond dans la Septante au mot grec psyché, ψυχη, utilisé également dans le Nouveau Testament.
Comprendre le sens de ce mot est important pour retrouver la signification biblique de l'âme.
On ne peut retrouver ce sens qu'en étudiant les occurrences dans la Bible.
E.W. Bullinger, dans la (en) Companion bible, relève les occurrences du mot dans l'Ancien Testament, classées en 12 catégories.

## Principales Occurrences
- Genèse 1:20 à 21 'Et Dieu dit encore : “ Que les eaux pullulent d’un pullulement d’âmes vivantes et que des créatures volantes volent au-dessus de la terre sur la face de l’étendue des cieux. ” 21 Et Dieu se mit à créer les grands monstres marins et toute âme vivante qui se meut, dont les eaux pullulèrent selon leurs espèces"' (MN)

- Genèse 2:7 L'Éternel Dieu forma l'homme de la poussière de la terre, il souffla dans ses narines un souffle de vie et l'homme devint un être vivant.

- Proverbes 22:23 Car l'Éternel défendra leur cause, Et il ôtera la vie à ceux qui les auront dépouillés.

- Ezéchiel 18:4 "Voyez ! Toutes les âmes — c’est à moi qu’elles appartiennent. Comme l’âme du père, ainsi également l’âme du fils — c’est à moi qu’elles appartiennent. L’âme qui pèche — c’est elle qui mourra" (MN)

## Traduction dans laSeptante
Dans la Septante, Nephesh est traduit par ψυχὴ.
L'âme vivante, Nephesh Hayyah est traduit par ψυχὴν ζῶσαν.

## Nephesh et le sang
- Genèse
  - 9:3 Tout ce qui se meut et qui a vie vous servira de nourriture : je vous donne tout cela comme l'herbe verte.
  - 9:4 Seulement, vous ne mangerez point de chair avec son âme, avec son sang.
  - 9:5 Sachez-le aussi, je redemanderai le sang de vos âmes , je le redemanderai à tout animal ; et je redemanderai l'âme de l'homme à l'homme, à l'homme qui est son frère.

- Lévitique
  - 17:10 Si un homme de la maison d'Israël ou des étrangers qui séjournent au milieu d'eux mange du sang d'une espèce quelconque, je tournerai ma face contre celui qui mange le sang, et je le retrancherai du milieu de son peuple.
  - 17:11 Car  l’âme de la chair est dans le sang. Je vous l'ai donné sur l'autel, afin qu'il servît d'expiation pour vos âmes, car c'est par l’âme que le sang fait l'expiation.
  - 17:12 C'est pourquoi j'ai dit aux enfants d'Israël : Personne d'entre vous ne mangera du sang, et l'étranger qui séjourne au milieu de vous ne mangera pas du sang.
  - 17:13 Si quelqu'un des enfants d'Israël ou des étrangers qui séjournent au milieu d'eux prend à la chasse un animal ou un oiseau qui se mange, il en versera le sang et le couvrira de poussière.
  - 17:14 Car l’âme de toute chair, c'est son sang, qui est en elle. C'est pourquoi j'ai dit aux enfants d'Israël : Vous ne mangerez le sang d'aucune chair ; car l'âme de toute chair, c'est son sang : quiconque en mangera sera retranché.

## Classement des occurrences

### Pour les animaux
Utilisé quatre fois pour les animaux avant d'être utilisé pour l'homme. Des treize premières occurrences dans la Genèse, le mot nephesh est utilisé 10 fois pour les animaux. 
En tout dans 22 passages, le mot est traduit de huit façons différentes :
- 1. animaux vivants 	Gen. 1:20,1:21, 24; 9:10,12; Lev. 11:46.
- 2. animal Lev. 24:18.
- 3. être vivant Gen. 2:19; Ezek. 47:9.
- 4. vivant Lev. 11.10
- 5. âme Gen. 9:4, Deut. 12:23; Job 12:10
- 6. vie Lev. 24:18.
- 7. souffle de vie Gen.  1.30
- 8. passion Jer. 2:24.

```
Job 41:21 ??
Isa. 19:10 ??
```

### À la fois animaux et humains
7 occurrences traduites de 3 façons différentes
- êtres vivants Gen. 9:15, 16.
- âmes Lev. 17:11, 14.
- ??? Num. 31:28.

### L'Homme en tant que personne individuelle
- 1. être vivant Gen. 2:7
- 2. serviteurs Gen. 12:5;
- 3. personnes Gen. 46:15, 18, 22, 25, 26, 27. Ex. 1:5; 12:4. Prov 25:25;
- 4. esclaves Lev. 22:11.
- 5. âme Ps. 25:20.Prov.  11:25,30;14:25;19:15;
- 6. le juste Prov. 10:3;12:10.
- 7. vie Prov. 22:23 Jer. 38:16.
- 8. l'homme Prov. 27:7.